# ノートル＝ダム＝デストレ
ノートル＝ダム＝デストレ（仏: Notre-Dame-d'Estrées）は、フランスのバス＝ノルマンディー地域圏、カルヴァドス県に属する旧コミューン。2015年1月1日、コルボンと合併してノートル＝ダム＝デストレ＝コルボン（Notre-Dame-d'Estrées-Corbon）となった。

## 地理
カーンの東26km、リジューの西18kmに位置する。田園地帯に家屋が点在する散居村。東部はゆるやかな丘になっており、それを越えると小郡中心地のカンブルメールに達する。カルフール・サン＝ジャン地区ではD16、D50などの幹線道路が南北に交差する。北でヴィクト＝ポンフォル、東でカンブルメールとサン＝ローラン＝デュ＝モン、西でコルボンとそれぞれ接する。

## 行政
- 首長 - ジャック・タルボ（Jacques Talbot、無所属、2001年3月）
- 前首長 - エティエンヌ・ル・バロン（Étienne Le Baron）

## 人口の推移[1]
| 1962年 | 1968年 | 1975年 | 1982年 | 1990年 | 1999年 | 2006年 | 2007年 |
| ------ | ------ | ------ | ------ | ------ | ------ | ------ | ------ |
| 229    | 222    | 171    | 157    | 133    | 128    | 122    | 136    |